# 李馬力
李馬力（？—1817年），字已不詳，後世尊稱馬力公、李通事，清朝福建龙溪（今中國福建省漳州市龙海区）人。相傳為苗栗縣南社李氏開臺祖。

## 生平
李馬力隨福康安於清乾隆40年（1775年）奉命帶兵到台灣平定林爽文事件。後來乾隆帝賜地給他與五位部將（張、康、吳、施、徐）位在苗栗的土地。李馬力後來發展「南社番事業」，範圍擴及約現在的三分之一的苗栗縣。北自竹南鎮中港溪，南抵臺中市大甲區。李馬力並設立文武社學供子孫和社民讀書，開始團練鄉勇。在當時可算是當地的名門望族。清嘉慶23年（1817年），李馬力去世，葬於銅鑼。
其兄長和小弟皆往北部開墾，其弟後入宜蘭地區開墾。部份北部李姓後裔即是李馬力的兄弟後裔。

## 家庭
李馬力有一妻（李端淑）一妾（某氏），育有6子。
其正室和側室分別是當地原住民道卡斯族後壠社和十班坑的女子，故其後代子孫皆居於後壠社且帶著道卡斯族血統。

## 墓葬及祭祀
日治時代，銅鑼李馬力的墓園被掘，墓碑遭盜，後來尋回並將其歸葬於後龍李姓家族公墓。
因為李馬力後代做官者眾多，於是修建李氏家廟來祭祀歷代祖先。日本時代及國民黨戒嚴時代時，李氏家廟則因為開闢後汶公路時拆毀。

## 逝世後
南社李家在他與其後代的領導下發展甚大，但自日治時代，大量李氏擁有的田地及權力被日本人收走，李氏家族頓時沒落，至今當地已成了個樸實的村莊。

## 後代
南社及田厝的李姓族人全為李馬力與其兩位妻室的後代。
前任龍津里長李銀海即是李馬力的後裔。